# Camassia quamash
Camassia quamash là một loài thực vật có hoa trong họ Măng tây. Loài này được (Pursh) Greene mô tả khoa học đầu tiên năm 1894.

## Hình ảnh

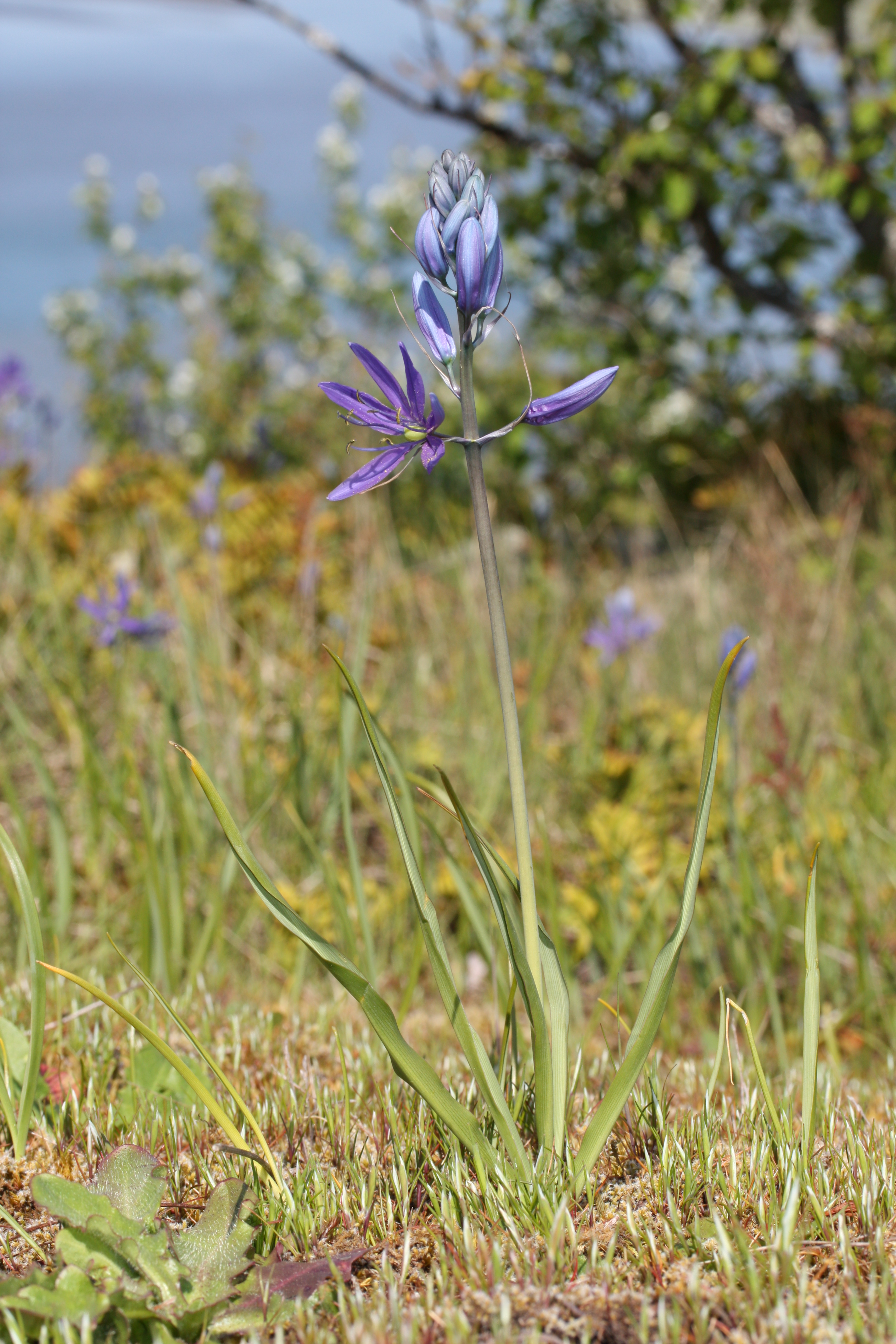
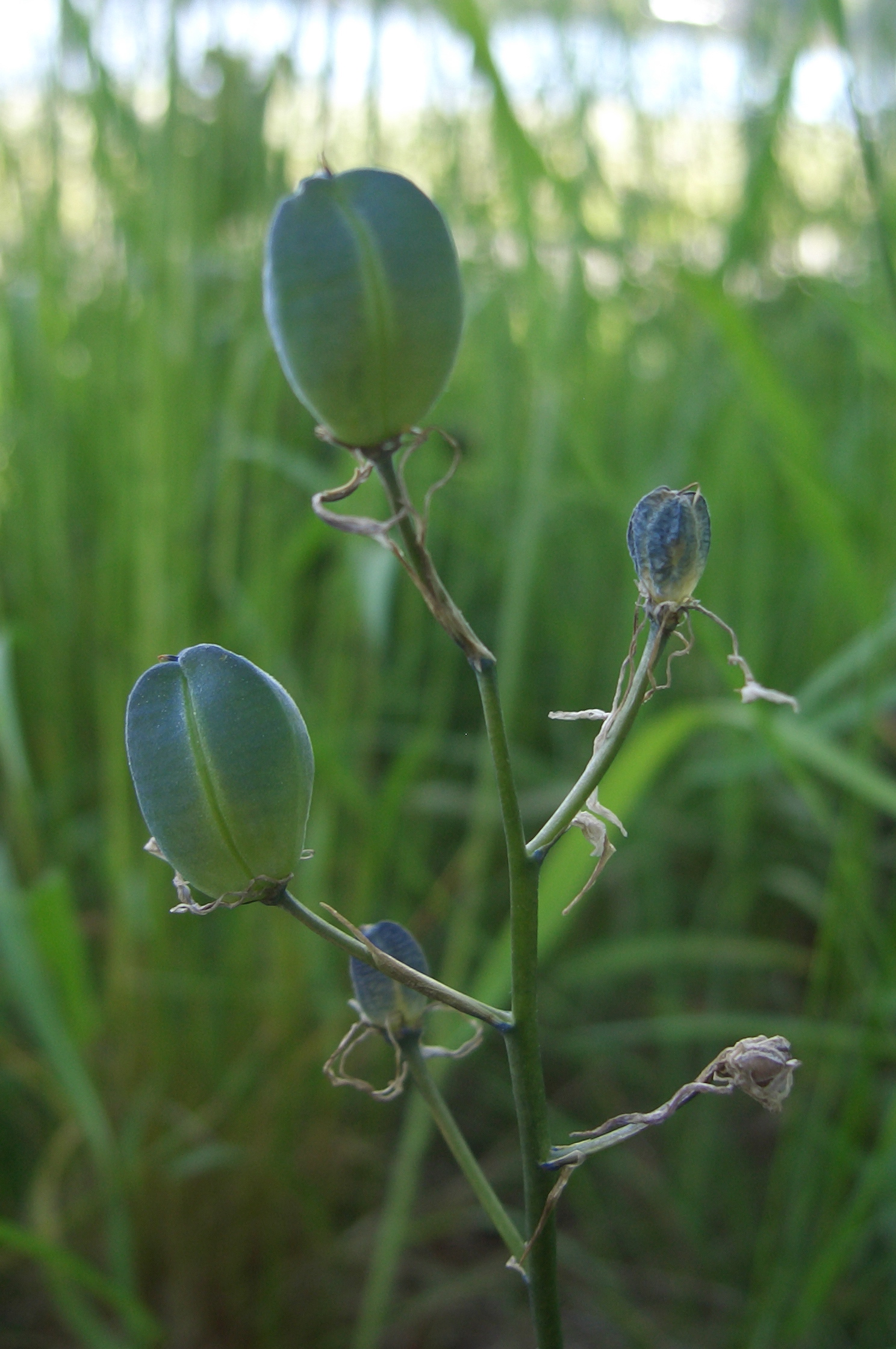
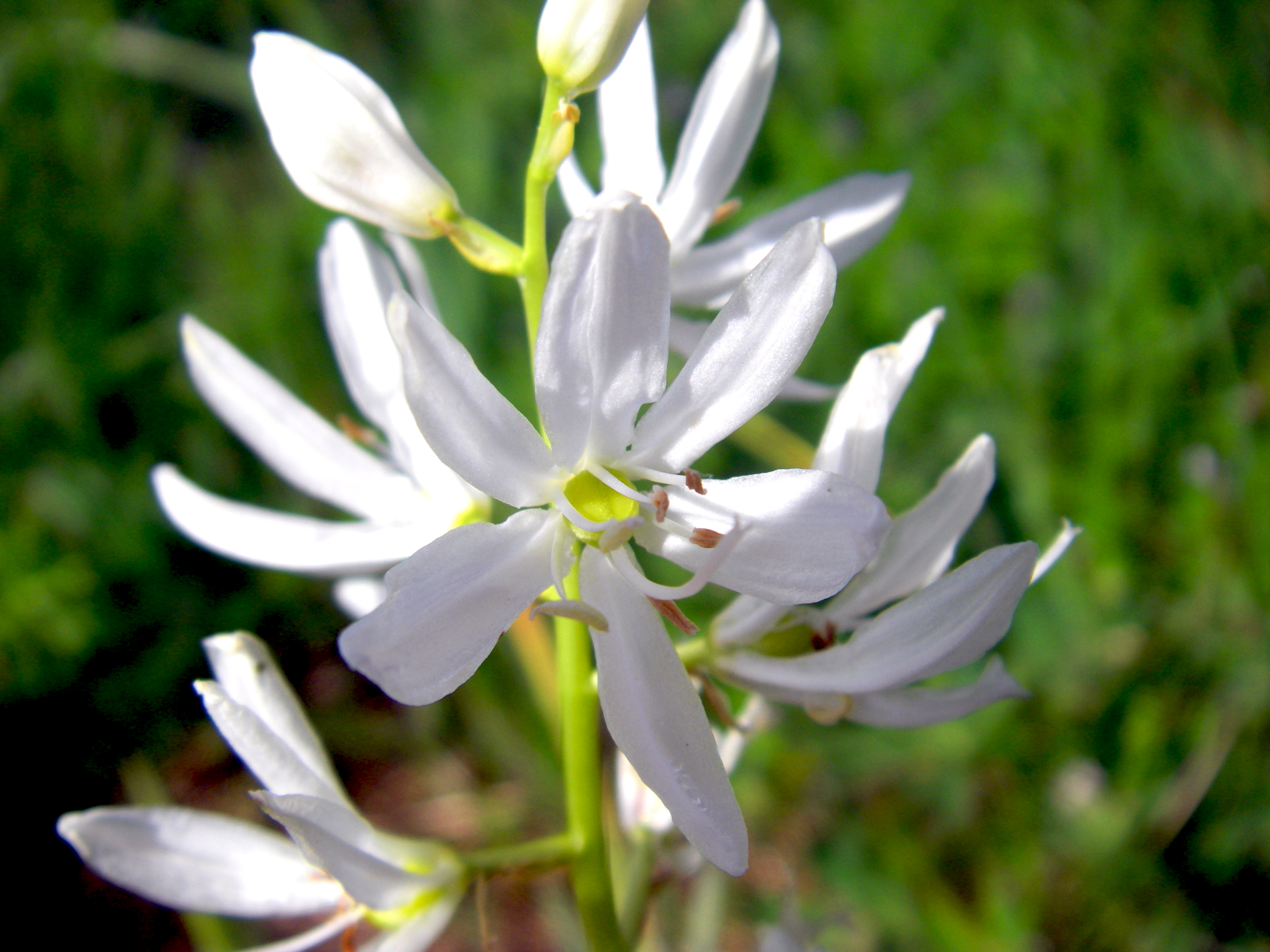
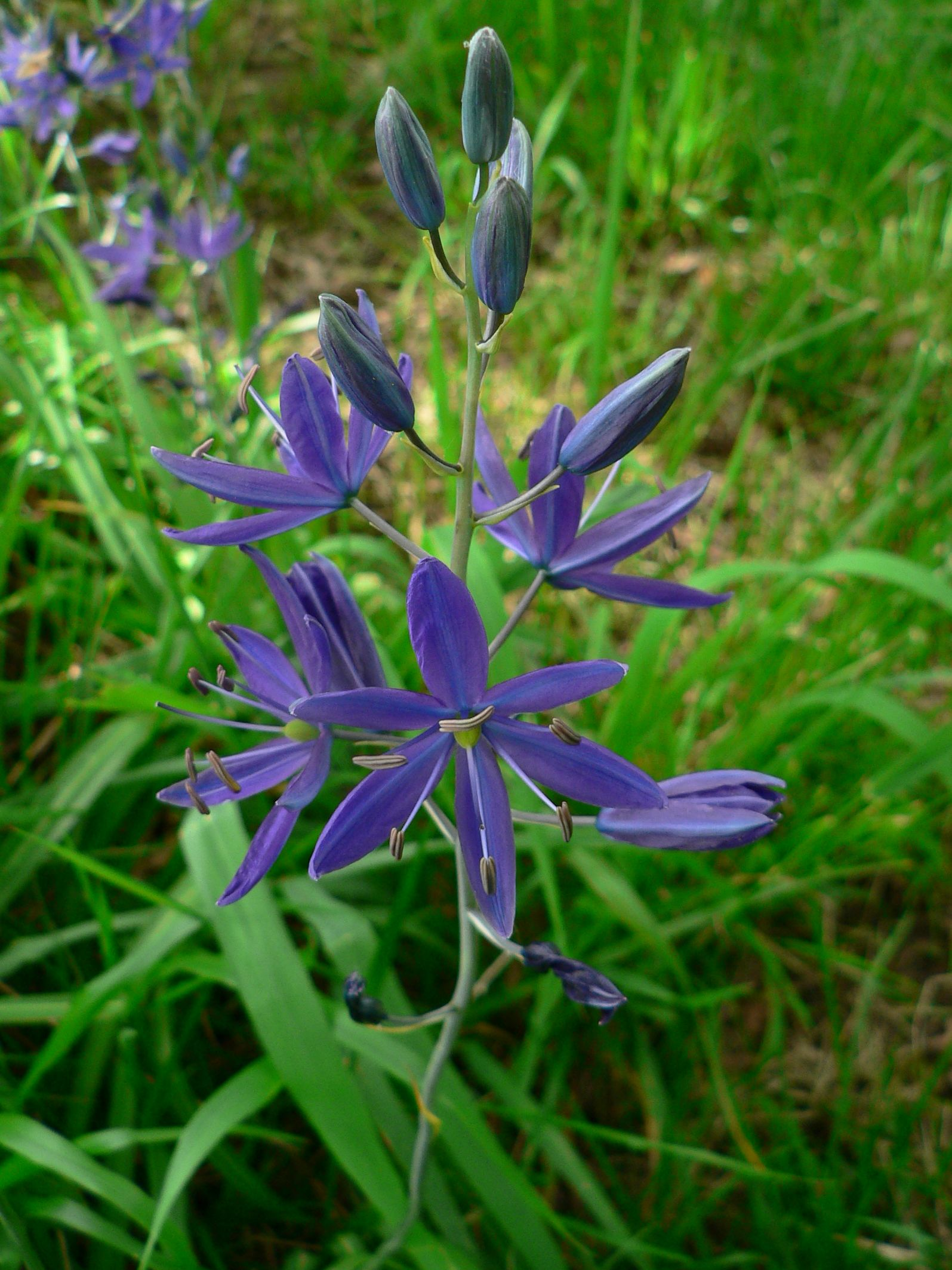